# ネオダーウィニズム
ネオダーウィニズム（英: Neo-Darwinism）または新ダーウィン主義（しんダーウィンしゅぎ）とは、生物学において、自然選択説と遺伝学を中心に生物学諸分野のアイディアの結合によって形成されている理論的なフレームワークで、しばしば現代進化論 （英: modern evolutionary synthesis）と同一視される。総合進化説、総合説、現代の総合とも呼ばれる。現在では単にダーウィン主義といった場合には新ダーウィン主義/総合説を指す場合が多い。本項では新ダーウィン主義と総合説を同じものとして扱う。1920年から1930年代にかけて成立した集団遺伝学を刺激として、 1940年代に成立した。
遺伝学の成果により、新ダーウィン主義はダーウィニズムが進化の原動力とした自然選択に加えて倍数化、雑種形成なども進化の原動力として視野に入れるようになった。さらに、ダーウィニズムの選択説とは異質な説として議論を呼んだ中立進化説なども取り込んだ総合説が現代進化論の主流であり、これも含めて新ダーウィン主義と称する。近年では生態学や発生学（進化発生学）の知見なども取り入れており、自然選択と突然変異を中心とはするがそれだけで進化を説明しようとするのではなく、より大きな枠組みとなっている。
「現代の総合（Modern synthesis）」という呼称はジュリアン・ハクスリーが1942年に提唱した。1930年以降、ロナルド・フィッシャー、J・B・S・ホールデン、シューアル・ライト、テオドシウス・ドブジャンスキーといった集団生物学者が自然選択説と遺伝学が統合できることを示した。さらにエルンスト・マイヤー、エドモンド・フォードなどの生態学者、古生物学者ジョージ・ゲイロード・シンプソン、植物学者レッドヤード・ステビンズ、そのほか細胞学者や分類学者などの生物諸分野の研究者たちが、集団遺伝学に新たな広範な洞察を加えた。

## 成立背景

### 19世紀
ダーウィニズムは生物の形質の違い（変異）が生存・繁殖上の有利と不利を生みだし、自然選択が加わった結果、進化を引き起こすと説明していた。チャールズ・ダーウィンは『種の起源』でこの概念を科学界に受け入れさせたが、その最大の弱点は「変異はどこから来るか」を十分に説明していないことであった。彼はそれ以前の科学者たちと同じように、発生と進化を区別しておらず、発生過程の刺激や食物によって変異が生み出されるのではないかと考えたが、変異が存在しそれが非融合的に遺伝することを確認しただけで、深く追求しなかった。そのためダーウィンの没後、ラマルク説、定向進化説、跳躍説などが代替理論として提案された。自然選択だけで種分化が説明できるかどうかの議論の一環として提案されたアルフレッド・ウォレスとアウグスト・ヴァイスマンの新たなバージョンの進化論（ダーウィンの見解から、ラマルク的進化を認めていたパンゲン説を取り除いたもの）を、ダーウィンの教え子でもあったジョージ・ロマネスはネオ・ダーウィニズムと名付けた。
ウォレスとヴァイスマンはラマルク説（とダーウィンが否定せずに残しておいたパンゲン説）を否定した。また黎明期の遺伝学者であるヴァイスマンは、生殖質（遺伝物質）をソーマ（体）とは異なる物質で一方通行であると考えた。生殖質は体を作るが、体は生殖質に関わらない。彼のアイディアは影響力があり、後の分子生物学のセントラルドグマにも通ずる物であったが、真の重要性が理解されるには時間がかかった。総合説は基本的に、発生と進化を区別するヴァイスマン主義を踏襲している。総合説が成立した後、突然変異によって生み出される遺伝的変異に自然選択が働くことによって進化が駆動するという中心概念に、ロマネスのかつての造語ネオ・ダーウィニズムが関連づけられるようになった。

### 20世紀初頭
ダーウィンと同時代に行われたグレゴール・ヨハン・メンデルの研究は、1900年にユーゴー・ド・フリースとカール・エーリヒ・コレンスによって再発見された。このニュースに接したイギリスの遺伝学者ウィリアム・ベイトソンはロンドン王立園芸協会で報告した。この発見は、親の形質が融合的に子を作るのではなく、形質が独立性と完全性を保ったまま子に受け継がれることを示していた。しかし初期のメンデル学者は自然選択と相容れないものと見なし、むしろ跳躍説（複数の遺伝的変異が同時に起こるという説）と関連があると考えた。カール・ピアソンと ウォルター・ウェルドンに率いられた生物測定学教室はそれに対し、経験的な証拠は個体はメンデル説が言うような不連続なものではなくて連続的な存在であると示している、と主張した。
メンデル説と進化の関連は不明なままで、議論は過熱した。特にウォルターの教え子であったベイトソンは生物測定学の主張に激しく反対した。生物測定学とメンデル遺伝学の対立はその後20年続いた。
トーマス・ハント・モーガンは跳躍進化論者として遺伝学の道を歩み始め、キイロショウジョウバエで突然変異が新種を形成する事を示そうと試みた。しかしキイロショウジョウバエに関する彼の研究は、突然変異が一度のステップで新種を生み出すよりも、自然選択が作用するのに必要な集団中の遺伝的変異を増やす事を示した。これは結果的にメンデル遺伝学と染色体の遺伝理論の合流も助けた。

### 集団遺伝学の成立
総合への第一歩は集団遺伝学の成立であった。ロナルド・フィッシャー、J・B・S・ホールデン、シューアル・ライトは大きく貢献した。フィッシャーは1918年の論文で、生物測定学者によって計られた変異の連続性が個々に分離した遺伝子の働きによってどのように作り出されるかを論じた。これと彼の1930年の著作『自然選択の遺伝的理論』で、フィッシャーはメンデル遺伝学が初期の多くの遺伝学者の考えに反して、自然選択によって進化が引き起こされるという概念と完全に一貫性があることを示した。
1920年代にホールデンは一連の論文で、現実世界の自然選択の例（例えばオオシモフリエダジャクの工業暗化のような）に数学的分析を適用した。ホールデンはフィッシャーが仮定したよりも速く、現実世界で自然選択が作用することを示した。
シューアル・ライトは孤立した比較的小型の交配可能集団の研究を行い、遺伝的浮動を発見した。1932年の論文では小型個体群における異種交配や遺伝的浮動が彼らを適応のピークから押し出し、自然選択が新たな適応のピークへ彼らを押し込む適応景観（適応地形）の概念を提案した。ライトのモデルは現実の世界で個体群の地理的隔離の重要性に気付いていたテオドシウス・ドブジャンスキーやエルンスト・マイアのようなフィールド研究者に影響を与えた。
フィッシャー、ホールデンとライトの研究は集団遺伝学を創設した。集団遺伝学は、より幅広いアイディアの結晶である総合説の先駆である。

### 現代的総合
モーガンのショウジョウバエ研究室でポスドク時代に研究を行っていたロシア人遺伝学者テオドシウス・ドブジャンスキーは遺伝学を自然の個体群に適用した最初の一人である。彼の研究のほとんどはショウジョウバエの一種Drosophila pseudoobscuraで行われた。ドブジャンスキーは皮肉めかして述べる：「ロシアは北極から亜熱帯まで様々な気候をもっている......研究室のやつらは自然の中の生物について何も知らないし、少しも知ろうとしない」。他のロシア人遺伝学者も同様に考えていたが、彼らの仕事は西側の研究者にはほとんど知られていなかった。彼の1937年の著書『遺伝学と種の起源』は集団遺伝学とフィールド研究のギャップを埋める重要なステップになった。それはフィッシャー、ホールデン、そして特にライトの高度に数学的な業績を他の人々にも理解しやすい形で提示することに成功した。その上、現実世界の個体群は初期の集団遺伝学が彼らのモデルで仮定したよりも遥かに遺伝的に変動しやすく、遺伝的に異なった周辺集団はより重要であることを力説した。ドブジャンスキーは自然選択が変化を引き起こすのと同じくらい、集団の遺伝的多様性を維持する方向にも働くと主張した。ドブジャンスキーは1920年代にロシアの遺伝学者セルゲイ・チェトヴェリコフの研究に触れたことに強い影響を受けた。チェトヴェリコフは集団の遺伝的多様性の蓄積に劣性遺伝子が果たす役割を明らかにしたが、ルイセンコ説の高まりによって彼の研究は打ち切られ、公職追放されたうえ病を得て1959年に亡くなるまで不遇な生涯を送った。
エドモンド・フォードの研究はドブジャンスキーを補った。フォードの研究の結果として、ドブジャンスキーは彼の有名な教科書の第三版で強調を遺伝的浮動から自然選択に移した。フォードは自然の中で自然選択が働いていることを示そうとした実験的フィールドワーカーであった。彼は実質的に、生態遺伝学と呼ばれる研究分野を創設した。彼の自然選択に関する研究は、野生の蝶と蛾の個体群を対象としており、フィッシャーが立てた予測が正しいことを示した最初の例であった。彼ははじめて遺伝的多型を定義し、記述した。そして人間の血液型の多型が何らかの病気への耐性によって集団中で維持されるかも知れないと予測した。
エルンスト・マイヤーの総合説への重要な貢献は、1942年の『分類学と種の起源』である。マイヤーは異所的種分化の重要性を強調した。地理的に孤立した小集団はいずれ生殖隔離が起き、別種となる。彼は地理的隔離は本質的な分離メカニズムの必要条件だと考えており、現実に同所的種分化が起きるかどうかについて懐疑的だった。マイヤーはまた、ほかの全ての集団から生殖的に隔離されている単一の交配可能集団、あるいは潜在的な交配可能集団を種と見なす「生物学的種」の概念を提唱した。彼はドイツを離れアメリカに移住する前にドイツ人生物学者ベルンハルト・レンシュの影響を受けていた。
ジョージ・ゲイロード・シンプソンは1944年の『進化の速度と様式』で古生物学が総合説と互換性があることを示した。シンプソンの研究は、多くの古生物者が自然選択が進化の主要なメカニズムであると言うことに同意せず、しばしば強く反対したために重要だった。彼の研究は初期の古生物学者がネオラマルク説や系統発生説を支持する証拠と考えた直線的な進化の傾向（例えばウマの進化のように）が、厳密な検証に耐えないことを示した。その代わり、化石記録は不規則で、方向性が無く、分岐的であるという総合説の予測と一致する。
植物学者レッドヤード・ステビンズも総合説に重要な貢献を行った。彼の著書『植物の変異と進化』は1950年に発表された。数種の植物での交雑と倍数性の影響の研究は、植物学と総合説の両方を拡張した。
ジュリアン・ハクスリーはダーウィンの性選択を検討し、これはティンバーゲンらの動物行動学の先駆となったが、より大きな貢献は軽視されていた自然選択説の擁護と後進の教育、進化論の公共の理解のための普及活動にある。彼はエルトン、ハーディ、ダーリントン、ビーア、フォードらを育てた。そして『進化：現代的総合』の執筆によって、様々な分野に広がる理論家を集結させた。

## 現代総合説の概念
総合説は実験的な遺伝学者とフィールドワーカーの間のギャップを埋め、その両者と古生物学者の間を結び付けた。
1. 全ての進化的現象は、既知の遺伝的メカニズムと、観察される自然中の証拠の一致によって説明することができる。
2. 進化は段階的である：小さな遺伝的変化は自然選択によって整然とした方向を与えられる。種間、系統間の不連続性は生殖隔離による種分化と絶滅による（跳躍ではなく）漸進的な進化の結果である。
3. 選択は圧倒的なメカニズムとして変化を説明する：わずかな有利さでさえ、長期間継続し、累積されるとき重要な意味を持つ。遺伝的浮動の役割は明確ではない。当初はドブジャンスキーによって強力に支持されたが、のちに生態遺伝学によって格下げされた。
4. 個体群の研究の重要性：自然の個体群が有する遺伝的多様性は進化の鍵となる要因である。自然における自然選択の強さは予想されたよりも大きかった。ニッチ競争のような生態学的要因の影響、遺伝子拡散の障害となる要因はどれも非常に重要である。
5. 小進化から大進化まで、歴史の観察から推論を引き出すアプローチは古生物学から提案される。進化の歴史の偶発性は異なるレベルの選択が存在するかも知れないことを意味する。漸進主義は、進化が一定速度で進む事を意味しない。

個体群が生殖隔離されることで種形成（種分化）が起きるという考えは激しく議論された。植物ではいかなる種形成の視点であっても倍数性が考慮されなければいけない。「世代を経ることで集団中の対立遺伝子の頻度が変化する」と言う進化の定式はしばらく後に定義された。伝統的な見方では、発生学は総合説にほとんど役割を果たさなかった。しかしグールドによるギャビン・ド・ビーアの研究の報告は、彼が例外かも知れないことを示唆する。

## 改良・洗練
総合説、新ダーウィン主義は議論が多いものであったが、進化生物学のひとつのランドマークではあり、第二次大戦後の進化生物学の数多くの研究を刺激する役割を果たし続けた。
総合説は1940年代に成立したわけだが、その後にも、様々な改良・洗練が行なわれた。動物行動学は動物の行動研究に量的なアプローチを導入し、フィールドワークを洗練した。ニコ・ティンバーゲンは至近要因と究極要因の概念を提唱し、生理学や神経学のようなマクロな分野と進化学の関連を明確化した。デイビッド・ラックのような幾人かの生態学者は生活史戦略の概念を持ち込んだ。1960年代から70年代にかけてフォードとフィッシャーの影響を受けたW.D.ハミルトン、ホールデンに学んだジョン・メイナード＝スミス、ステビンズに学んだG.C.ウィリアムズといった人々が総合説を拡張し、適応主義的アプローチを洗練させ、遺伝子中心の進化観を明確に示した。彼らの理論は「種の保存のための行動」という古い粗雑な概念を覆し、生物の行動の進化も同じ文脈で扱えることを示した。非ダーウィン的な進化として論争を呼んだスチュアート・カウフマンの自己組織化理論や木村資生の分子進化の中立説も、適応進化の要因としての自然選択の役割を否定するものではないことが分かり、現代総合説の一部をなしている。DNAや数学的な現代遺伝学、血縁選択、利他的行動、種分化のような現象の分析といったダーウィンが知ることができなかった概念の解明や彼以降の科学的発見によって、ダーウィンの自然選択というアイディアの範囲は拡張された。

## ユニバーサル・ダーウィニズム
進化の思想・枠組みを生物進化以外の領域に拡大して考える分野・学問・思想をユニバーサル・ダーウィニズムという。リチャード・ドーキンスの造語。
- ミーム学は、ドーキンスの『利己的遺伝子』第11章「ミーム」の概念を人間行動の理解に適用したものである[1]。しかし、これと類似の思想は古く、カブリエル・タルド『模倣の法則』河出書房新社、2007年(原著は、1890)などもある。
- 進化経済学は、商品・技術・行動・制度・組織・システム・知識など、経済の重要な諸カテゴリーを進化という観点から考察している[2]。
- 進化心理学は、感情や選み、認知能力などが生物的な自然選択の結果であると前提している。
- 進化人類学には、生物として霊長類からのヒトへの進化だけでなく、文化の形成をも含めて考えるものがある。とくに「遺伝子・文化共進化」という指導理念をもつ潮流がある[3]。二重相続理論とも呼ばれる。
- 進化認知論
- 進化言語学あるいは言語進化論
- 進化ゲーム理論は、メイナード・スミスの進化論的に安定な戦略(ESS)という概念を受けて発展したゲーム理論をいう。通常のゲーム理論と大きくちがい、プレイヤーの合理性をほとんど/まったく仮定しないところに特徴がある[4]。

## 新ダーウィン主義への疑義・批判
細胞生物学者のリン・マーギュリスは、進化の主要な原動力は共生であり、競争を強調する新ダーウィン主義は誤りである、と述べている。
また、今西錦司も共生の視点から新ダーウィン主義を批判した。
四方哲也は世代の交代の活発な大腸菌をもちいた進化の実証実験において、遺伝子的に改良し生存に優れている大腸菌が、通常の大腸菌を完全に淘汰せず、一定の共生関係にある事を実証した。
木村資生が提唱した中立説は、1960年代から1970年代にかけて自然選択説と対立する理論としてセンセーションを巻き起こした。斎藤成也は1970年代に総合説は中立説に敗れたと述べた。しかし、提唱者の木村は中立説は自然選択と対立するものではないとし、中立説は総合説の一部として多くの研究者に受け入れられるに至った。ただし、現在でも中立説が総合説と対立すると考えている研究者もいる。
免疫学者テッド・スティールは1980年代にネオ・ラマルキズムを提唱した。
スティーヴン・ジェイ・グールドは、適応主義を批判し、適応以外の要因や個体発生を重視するべきだと述べた。
発生生物学者ブライアン・グッドウィンは発生的制約が強力であるために自然選択が働く余地は無いと述べた。
構造主義生物学の立場からは、「突然変異の偶然性や自然選択の原理ばかりが進化の本質ではない」、「DNA＝生物ではない」と、批判されている。